# Quepos Cambute Fútbol Club
El Quepos Cambute FC es un club de fútbol de Costa Rica, con sede en la ciudad de Quepos. Fue fundado en 1996 y actualmente participa en la Segunda División de Costa Rica.

## Historia
Este equipo llega a suplir al desaparecido Municipal Quepos que durante la década de 1990 jugó en la Segunda División de Costa Rica 
incluso llegó a ser campeón Centroamericano o de UNCAF en fútbol aficionado.
En 1996 los clubes de la Asociación Deportiva Cambute y el Municipal Quepos deciden fusionarse para crear la Asociación Deportiva Quepos Cambute, donde se mantienen jugando en la Primera División del Fútbol Aficionado.
Logra el título de Campeón en el Apertura 2021 y en el Clausura 2022 logra avanzar hasta la final del torneo en la Primera División de LINAFA donde disputa el ascenso ante el Club Deportivo Pavas.

### Ascenso a la Segunda División
Tras disputar la Gran Final de la Segunda B, ante el Club Deportivo Pavas, logró el título de Campeón tras vencer en el global 2 a 1. Tras empatar en la ida disputada en Desamparados de San José, 1 a 1, venció en el último juego de vuelta en Finca Damas por 1 a 0 con gol en el segundo tiempo extra al minuto 106 de Deibys Jiménez, que terminó dándole el triunfo a este equipo y conseguir el ascenso a la Liga de Ascenso para la temporada 2022-2023.
El 7 de agosto de 2022 hace su debut oficial en la Liga de Ascenso tras vencer de visita al equipo del Municipal Garabito por 3 a 2 con anotaciones de Miguel Marín, Marco Barrantes y Jeffrey Montoya, partido efectuado en el Estadio Rafael Bolaños de Alajuela.

### Finalista en Apertura de Liga de Ascenso
En su primer año tras lograr el ascenso a la Liga de Ascenso, clasificó a la Gran Final del Torneo de Apertura 2022, donde eliminó primeramente en cuartos de final al cuadro de Limón Black Star, por marcador global de 8 a 5, luego dejó en semifinales a COFUTPA Palmares en el global 2 a 1, para disputar el título de este torneo ante el Municipal Liberia en el mes de diciembre del 2022, perdiendo la Final en el global 2 a 0, tras perder ambos juegos de ida y vuelta 1 por 0.

## Uniforme
- Uniforme titular: Camiseta naranja con rayas negras, pantalón negro, medias negras.
- Uniforme reserva: Camisa, pantalón y medias blancas

## Palmarés

### Títulos nacionales
| Competiciones nacionales       | Títulos | Subcampeonatos |
| ------------------------------ | ------- | -------------- |
| Segunda División de Costa Rica |         | Apertura 2022  |
| Tercera División de Costa Rica | 2021-22 |                |

## Entrenadores
| - Mauricio Moraga (2024-2025) - Harold López (2024) - Wilson Piedrahita (2024) - Kenneth Barrantes (2023-2024) - Mauricio Moraga (2022-2023) - Edgar Carvajal (2023) - Isaac Espinoza (2025-actual) |